# 19. фебруар
19. фебруар је педесети дан у години у Грегоријанском календару. 315 дана (316 у преступним годинама) остаје у години после овог дана.

## Догађаји
- 197 — Император Септимије Север је поразио узурпатора Клодија Албина у бици код Лунгдунума.
- 356 — Император Констанције II је издао декрет којим су затворени сви пагански храмови у Римском царству.
- 1674 — Потписан Вестминстерски мир којим је окончан Англо-холандски рат, а Нова Низоземска, подручје данашњег Њујорка, припала Енглеској.
- 1797 — Папа Пије VI потписао Толентински уговор с Наполеоном Бонапартом према којем су Болоња, Ромања и Ферара припале Француској.
- 1807 — Британска флота прошла кроз Дарданеле да би се потом придружила руским снагама у рату против Турске.
- 1874 — Виктор Иго је објавио роман Вандеја се буни.
- 1912 — Почео шаховски турнир у Сан Себастијану, Шпанија.
- 1918 — Совјетски Централни извршни комитет издао декрет о забрани приватног власништва над земљом, водама и природним ресурсима.
- 1922 — У Загребу изашао први број листа "Борба", иза којег је стајала илегална Комунистичка партија Југославије. Лист забрањен 13. јануара 1929. Поново излазио у Другом светском рату у Ужицу крајем 1941. и у Босанској крајини од октобра 1942. до фебруара 1943. После рата наставио је да излази у Београду као дневни лист.
- 1942 — Јапански авиони у првом нападу на Аустралију у Другом светском рату бомбардовали град Дарвин и оближњу војну базу. У нападу погинула 243 Аустралијанца, потопљено осам бродова и уништена 23 авиона.
- 1943 — Силе Осовине напале су савезничке снаге у Тунису код Касеринског пролаза.
- 1945 — Америчке снаге искрцале се у Другом светском рату на пацифичко острво Иво Џима. У борбама које су трајале до 26. марта, када су се Јапанци предали, погинуло више од 6.800 Американаца.
- 1959 — Велика Британија, Грчка и Турска потписале у Лондону споразум о независности Кипра, на којем је годинама трајао устанак против британске колонијалне власти.
- 1976 — Исланд прекинуо дипломатске односе с Великом Британијом после неуспешних преговора две земље о праву на рибарење у спорним водама и тиме отпочео тзв. "бакаларски рат".
- 1977 — У Букурешту потписан југословенско-румунски споразум о даљем заједничком коришћењу Дунава и изградњи хидроелектране Ђердап II.
- 1978 — Египатске снаге су извеле неуспешан десант на међународни аеродром Ларнака без одобрења Кипра да би интервенисали у отмици.
- 1991 — Борис Јељцин затражио оставку председника СССР Михаила Горбачова, тврдећи да је он жртвовао реформе да би повећао личну власт.
- 1992 — У Јужној и Северној Кореји ступили су на снагу споразуми о забрани нуклеарног оружја на корејском полуострву.
- 1993 — Од 1.500 путника и чланова посаде ферибота који је потопљен у олуји поред обала Хаитија спасено 285.
- 1999 — Убијен верски вођа ирачких шиита велики ајатолах Мохамад Садек ал Садр, с два сина.
- 2002 — После убиства шест израелских војника, израелске снаге напале седиште палестинског вође Јасера Арафата у Гази и том приликом погинуло 15 Палестинаца.
- 2003 —
  - Међународни кривични суд за Руанду осудио адвентистичког свештеника Елизафана Нтакирутинама на 10, а његовог сина доктора Жирарда на 25 година затвора за геноцид и злочине против човечности у тој земљи. То је прва пресуда Трибунала једном свештеном лицу.
  - У Немачкој на 15 година затвора осуђен Мунир ел Мотасадеку, саучесник у терористичким нападима у Њујорку 11. септембра 2001.

## Рођења
- 1473 — Никола Коперник, пољски научник. (прем. 1543)[1]
- 1717 — Дејвид Гарик, енглески глумац. (прем. 1779)[2]
- 1743 — Луиђи Бокерини, италијански композитор и виолончелиста. (прем. 1805)[3]
- 1859 — Сванте Август Аренијус, шведски истраживач. (прем. 1927)[4]
- 1876 — Константин Бранкуши, румунски вајар. (прем. 1957)[5]
- 1880 — Алваро Обрегон, мексички политичар. (прем. 1928)[6]
- 1896 — Андре Бретон, француски песник и критичар. (прем. 1966)[7]
- 1904 — Милан Горкић, алијас Јосип Чижински, секретар Централног комитета Комунистичке партије Југославије, од 1932. до 1937. године (прем. 1937)
- 1911 — Никола Херцигоња, југословенски композитор и музиколог, професор Музичке академије у Београду. (прем. 2000)[8]
- 1911 — Мерл Оберон, британска глумица. (прем. 1979)[9]
- 1917 — Карсон Макалерс, америчка књижевница. (прем. 1967)[10]
- 1920 — Десимир Тошић, српски и југословенски политичар, првак Југословенске демократске странке, публициста, историчар. (прем. 2008)[11]
- 1924 — Ли Марвин, амерички глумац. (прем. 1987)[12]
- 1936 — Фредерик Зајдел, амерички песник.[13]
- 1940 — Сапармурат Нијазов, туркменистански политичар. (прем. 2006)[14]
- 1941 — Дејвид Грос, амерички физичар, добитник Нобелове награде за физику.[15]
- 1946 — Карен Силквуд, америчка активисткиња. (прем. 1974)[16]
- 1948 — Тони Ајоми, енглески музичар, гитариста Блек сабата.[17]
- 1952 — Рју Мураками, јапански писац, есејиста и редитељ.[18]
- 1952 — Данило Тирк, словеначки адвокат, дипломата и политичар.[19]
- 1953 — Кристина Киршнер, аргентинска политичарка.[20]
- 1953 — Масимо Троизи, италијански глумац, редитељ и песник. (прем. 1994)[21]
- 1954 — Сократес, бразилски фудбалер. (прем. 2011)[22]
- 1955 — Џеф Денијелс, амерички глумац.[23]
- 1956 — Родерик Макинон, амерички хемичар, добитник Нобелове награде за хемију.[24]
- 1957 — Фалко, аустријски музичар. (прем. 1998)[25]
- 1957 — Реј Винстон, енглески глумац.[26]
- 1959 — Милан Живановић, српски математичар и песник.
- 1960 — Момчило Бајагић Бајага, српски музичар.
- 1960 — Принц Ендру, војвода од Јорка.[27]
- 1962 — Хана Мандликова, чехословачка тенисерка.[28]
- 1964 — Даг Олдрич, амерички гитариста.* 1966[29]
- 1966 — Новак Демоњић Озренски, српски сликар, професор и графички дизајнер.[30]
- 1966 — Мирослав Ђукић, српски фудбалер и фудбалски тренер.[31]
- 1967 — Бенисио дел Торо, америчко-порторикански глумац.[32]
- 1968 — Радован Јелашић, српски економиста, некадашњи гувернер Народне банке Србије.[33]
- 1970 — Јоаким Канс, шведски музичар, најпознатији као певач групе -Hammerfall}-.[34]
- 1973 — Синиша Убовић, српски глумац.[35]
- 1977 — Ђанлука Замброта, италијански фудбалер и фудбалски тренер.[36]
- 1978 — Ибрахим Гај, сенегалски фудбалер.[37]
- 1978 — Имортал Техник, амерички репер афро-перуанског порекла.[38]
- 1980 — Мајк Милер, амерички кошаркаш и кошаркашки тренер.[39]
- 1980 — Ма Лин, кинески стонотенисер.[40]
- 1981 — Бет Дито, америчка музичарка.[41]
- 1985 — Коста Перовић, српски кошаркаш.[42]
- 1985 — Милован Раковић, српски кошаркаш.[43]
- 1986 — Марта Вијеира да Силва, бразилска фудбалерка.[44]
- 1987 — Суад Шеховић, црногорски кошаркаш.[45]
- 1989 — Стефан Живановић, српски кошаркаш.[46]
- 1991 — Адријан Пејн, амерички кошаркаш. (прем. 2022)[47]
- 1992 — Јелена Симић, босанскохерцеговачка тенисерка.
- 1993 — Викторија Џастис, америчка глумица и певачица.[48]
- 1994 — Никола Ивановић, црногорски кошаркаш.[49]
- 1995 — Никола Јокић, српски кошаркаш.[50]
- 1997 — Слободан Јовановић, српски кошаркаш.[51]
- 2001 — Александар Ланговић, српски кошаркаш.[52]

## Смрти
- 197 — Клодије Албин, римски узурпатор. (рођ. отприлике 150)[53]
- 1138 — Ирина Дукина, византијска царица. (рођ. отприлике 1066)[54]
- 1445 — Елеонора Арагонска, краљица Португалије. (рођ. 1402)[55]
- 1837 — Георг Бихнер, немачки књижевник. (рођ. 1813)[56]
- 1875 — Коста Трифковић, српски комедиограф. (рођ. 1843)[57]
- 1887 — Едуард Даувес Декер, холандски писац који је писао под псеудонимом Мултатули. (рођ. 1820)[58]
- 1897 — Карл Вајерштрас немачки математичар. (рођ. 1815)[59]
- 1916 — Ернст Мах, аустријски физичар и филозоф. (рођ. 1838)[60]
- 1931 — Милан Шуфлај, хрватски историчар и књижевник. (рођ. 1879)[61]
- 1940 — Љуба Давидовић, српски политичар, државник и оснивач Демократске странке. (рођ. 1863)[62]
- 1947 — Аугуст Шмитхубер, СС-бригадефирер. (рођ. 1901)[63]
- 1951 — Андре Жид, француски писац. (рођ. 1869)[64]
- 1952 — Кнут Хамсун, норвешки писац. (рођ. 1859)[65]
- 1957 — Морис Гарен, француски бициклиста. (рођ. 1871)[66]
- 1962 — Јоргос Папаниколау, амерички лекар и патолог грчког порекла. (рођ. 1883)[67]
- 1980 — Бон Скот, аустралијски певач. (рођ. 1946)[68]
- 1988 — Андре Курнанд, амерички лекар и физиолог француског порекла, добитник Нобелове награде за физиологију или медицину. (рођ. 1895)[69]
- 1997 — Денг Сјаопинг, кинески државник. (рођ. 1904)[70]
- 2000 — Фриденсрајх Хундертвасер, астријски уметник. (рођ. 1928)
- 2001 — Стенли Крамер, амерички филмски редитељ и продуцент. (рођ. 1913)[71]
- 2002 — Силвија Ривера, амерички трансродник ЛГБТ активист. (рођ. 1951)[72]
- 2012 — Рут Баркан Маркусова, амерички филозоф и логистичар. (рођ. 1921)
- 2013 — Динко Туцаковић, редитељ, сценариста, филмски теоретичар, критичар и историчар, управник Музеја Југословенске кинотеке. (рођ. 1960)[73]
- 2013 — Роберт Колман Ричардсон, амерички физичар, добитник Нобелове награде за физику. (рођ. 1937)[74]
- 2016 — Умберто Еко, италијански писац. (рођ. 1932)[75]
- 2016 — Харпер Ли, америчка списатељица. (рођ. 1926)[76]
- 2019 — Карл Лагерфелд, немачки модни креатор. (рођ. 1933)[77]
- 2021 — Ђорђе Балашевић, српски певач и кантаутор (рођ. 1953)[78]

## Празници и дани сећања
- Српска православна црква слави:
  - Светог Вукола, епископа смирнског
  - Свету мученицу Фаусту
  - Свету мученицу Доротеју
  - Светог Фотија - патријарха цариградског
  - Преподобног Варсонуфија и Јована
  - Свете мученике Марту и Марију и брата им Ликариона